# Associação das Senhoras de Caridade
A Associação das Senhoras de Caridade (ASC) é uma instituição beneficente católica da cidade de Caetité no estado brasileiro da Bahia, fundada em 19 de janeiro de 1919.
Segundo Helena Lima Santos, que também integrou seus quadros, "é dirigida por uma diretoria composta de nove membros que nada recebem" e "A ASC se mantém mediante convênios com a LBA, aluguel de seus imóveis, mensalidade dos sócios, relativamente poucos, e de doações de seus benfeitores". A entidade mantém o "Abrigo Teresa Neves de Oliveira - para velhos desamparados", o "Lar da Criança Celsina Teixeira Ladeia - de crianças de ambos os sexos e até 16 anos de idade", além de uma creche e "Casa das Irmãs", destinado a religiosas que ali residem. Rosália Junqueira, então coordenadora do Arquivo Público Municipal de Caetité, informou por ocasião do centenário da entidade, que "Pelas pesquisas que realizamos, o abrigo surgiu a partir de vinte e seis senhoras da sociedade de Caetité, que estavam querendo fazer um benefício [para] a cidade, por verem muitas pessoas em estado vulnerável. Caetité só contava com um posto de higiene na época e elas pensavam em fazer um hospital para acolher as pessoas melhor. Deste modo, do hospital, veio a criação do abrigo".

## Histórico

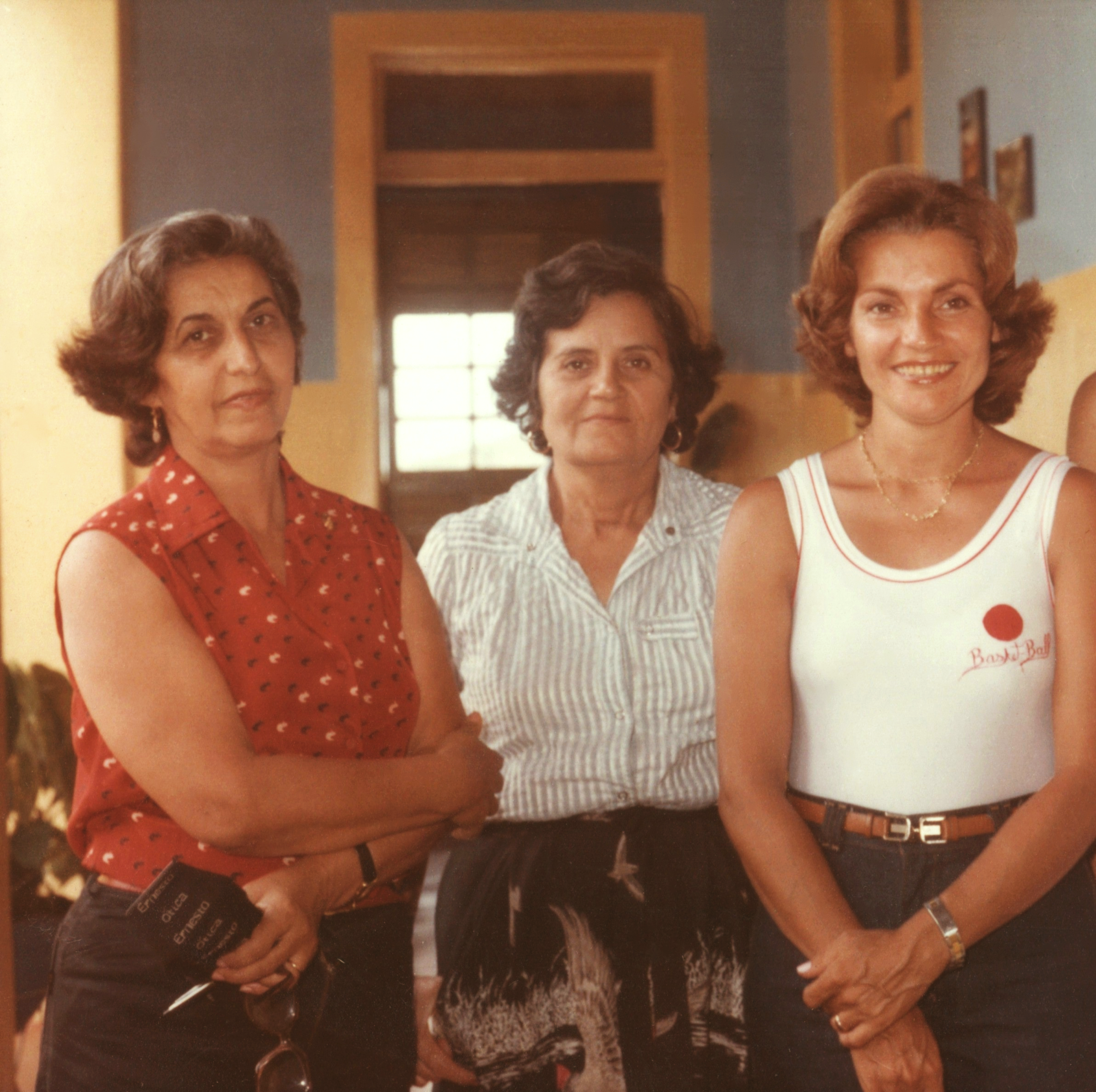
Diretoria da ASC, em 1982: Palmira Guanais de Aguiar Fausto (esq), Teresa Neves de Oliveira (centro) e Verbena Josefina Teixeira Costa (dir.)

Registra a pesquisadora Giane Pimentel: "Assim como era grande a taxa de mortalidade infantil, também a mortalidade de pais e mães de família era freqüente. Algumas crianças viviam as incertezas da vida ao se depararem com a morte dos pais. Geralmente, a responsabilidade pelas crianças órfãs ficava a cargo de outros membros da família. Quando as crianças órfãs eram provenientes de famílias desestruturadas ou muito pobres, as famílias com melhor estrutura econômica assumiam a sua criação, pois foi apenas na segunda metade do século XX, que a instituição de caridade existente na cidade desde 1919, intitulada Associação das Senhoras de Caridade, estruturou-se para receber crianças no seu espaço. Antes disto, a Associação prestava assistência a elas de outras formas, como contribuição com remédios e doação de roupas, conforme consta no Livro de Contas da Instituição, no mês de julho de 1927." Ela ainda informa que "Os livros de Atas e de Contas da Associação das Senhoras de Caridade foram preservados e atualmente fazem parte do acervo da instituição".
Zélia Marques faz um importante registro: "Nos planos de trabalho, uma primeira preocupação foi a conquista de um hospital ou, ao menos, uma casa própria para abrigar indigentes sem famílias e os necessitados de assistência à saúde. Em 1920, a ASC realizava, provisoriamente, suas atividades numa casa localizada na praça da Igreja Matriz, cedida pelo Intendente (prefeito) José Antonio de Castro Tanajura. Esse lugar provisório era conhecido por “Casa Preta”, nome dado pela população da época, por ser construção baixa, com pouca luminosidade, em condições insalubres. Desde o surgimento, a ASC conta com a contribuição voluntária de beneficentes, buscando curar, cuidar e assistir pessoas desamparadas. Contou, em seus primeiros anos, com o auxílio oficial de 9$00 (nove mil réis), o que contribuiu para a constituição do seu patrimônio inicial: posses, casas e dinheiro ao longo dos seus cem anos.  Em 1921, de São Paulo, foi recebida a quantia de 500$00 (quinhentos mil réis), mandada pelo Dr. Constantino Fraga. Com a doação do terreno pelo Intendente Cel. José Antonio de Castro Tanajura, no dia 27 de novembro de 1924, tornou-se possível o lançamento da pedra fundamental de construção da sua sede. Com sede própria, outras formas para conseguir recursos para a sua manutenção foram adotadas: festas beneficentes, peças teatrais, a cantina, dinamizada a partir da venda de bolos e doces que eram feitos pela Senhora Veneranda, mulher negra, que auxiliava nos trabalhos da culinária".
Palmira Guanais de Aguiar Fausto, registrou em 2010 a fala do bispo Homero Leite Meira que, se referindo à instituição, declarou: "milagres acontecem". Ela registrou a sucessão de presidentas da entidade, após a morte de sua fundadora, Celsina Teixeira Ladeia: "a presidência passou para Lícia Rodrigues Lima, assumindo, logo após, Teresa Neves de Oliveira", depois dela a vice, Iara Costa Silveira de Oliveira, assumiu a instituição por várias ocasiões, atuando ainda Iêda Teixeira de Castro Neves e Ana Cardoso de Oliveira. A autora ainda menciona que, até 1939, ali funcionou o Colégio de Caetité, do Padre Palmeira, naquele ano transferido para a cidade de Vitória da Conquista.
Em 1992 matéria do jornal A Tarde registrava que «a atual presidenta da instituição, professora Iara Silveira, considera o abrigo "um patrimônio do município"». O periódico destacou que a entidade "é apontada como uma das mais importantes obras beneficentes da região, subdividida em um pavilhão de internamento e assistência a pessoas idosas e um outro destinado a creche e orfanato".

### Celsina Teixeira Ladeia
A iniciativa foi capitaneada pela irmã do educador Anísio Teixeira, Celsina Teixeira Ladeia. Ela, ainda segundo Pimentel, tinha já a vocação assistencial: "a associação não tinha espaço para abrigar essas crianças, ela as acolhia na sua própria residência, inclusive, quando ainda era solteira. Em alguns casos, até por interferência da família, procurou orfanatos na capital para internar algumas das crianças. O primeiro caso de “adoção” que consta nos arquivos, no período estudado, aconteceu pela morte, ao que nos indica, de uma velha empregada da família, negra, chamada por eles de Tiinha, que, no tempo em que ficou doente, recomendou a Celsina Teixeira, a criação da sua filha. Assim, a menina Christina foi criada desde 1908 por ela". Também a mãe de Celsina, Anna de Souza Spínola Teixeira, ali atuou na sua fundação havendo integrado a diretoria em 1921.

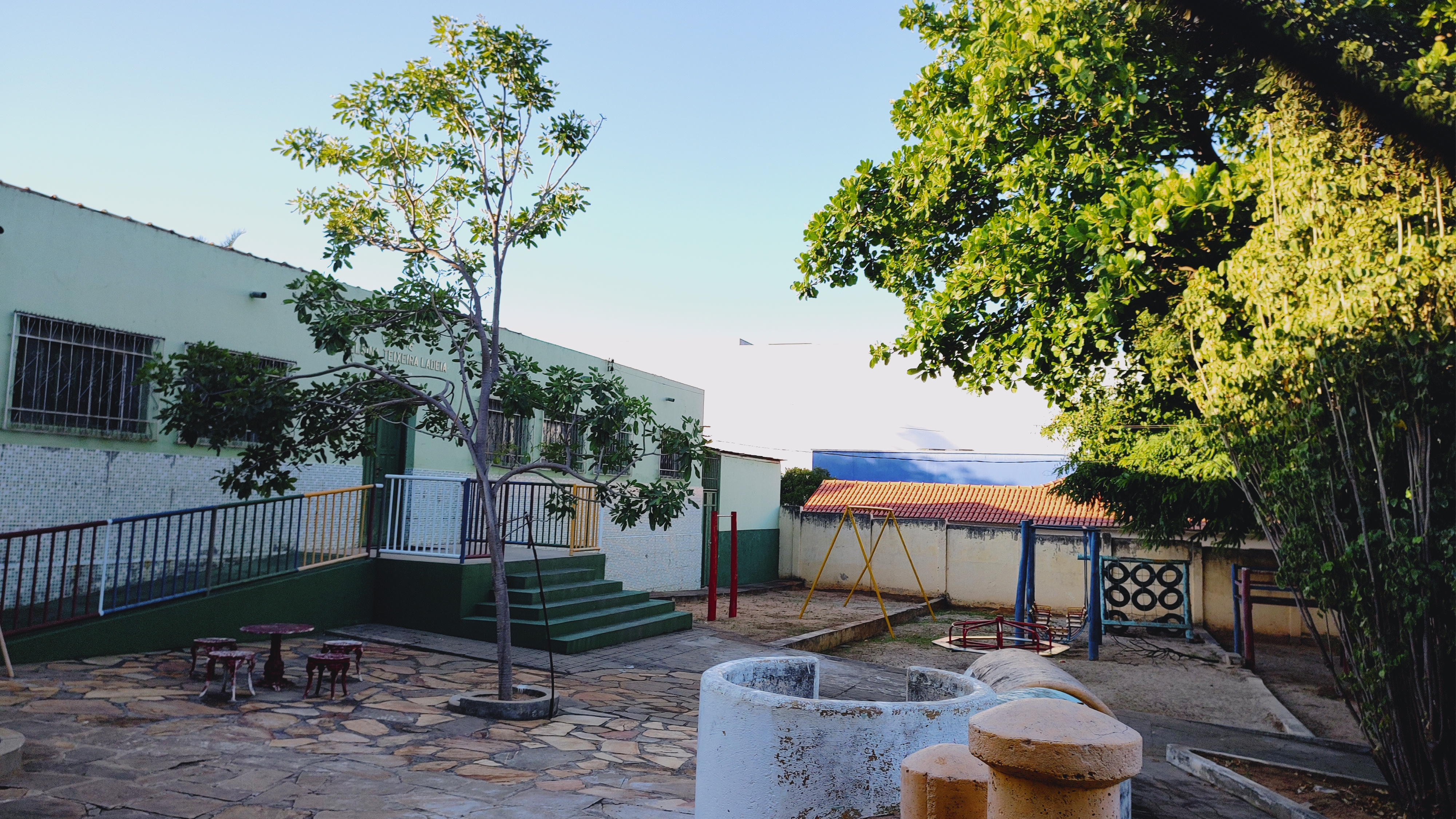
Vista externa da "Creche Celsina Teixeira Ladeia"

O historiador Marcos Profeta registra o contexto das mulheres da família Texeira: "São mulheres que comentavam sobre política, comportamento e religiosidade; que organizavam festas religiosas, caridade e funerais, mas, sobretudo, que negociavam. Antes mesmo da morte de seus maridos, elas se mostravam bastante ativas nos negócios (...) D. Celsina Teixeira Ladeia (irmã de Anísio Teixeira), percebendo as tensões e conflitos provenientes de sua inserção nos mais diversos setores da vida social, ou seja, na família, na Associação das Senhoras de Caridade, na condução dos negócios e na construção de uma ampla rede de sociabilidade".
Prematuramente viúva, Celsina assume os negócios do marido ainda com a doença deste. Profeta revela uma carta de 1924 em que o irmão de Celsina, Mário, questiona o empenho desta à frente da Associação das Senhoras de Caridade, ao que estra rebate: " é para os de bo avontade ou que saibam distribuir o tempo! São opiniões!! O que é certo é que mais do que nunca sinto a necessidade de trabalhar pela Associação, mas como confio que “tudo podemos com a graça de Deus”, não desanimo". Segundo Profeta, "a ação caritativa pode ser entendida como tática das mulheres para almejarem visibilidade pública", e nesse contexto dá-se a disputa com o irmão, para quem a instituição deveria cuidar das crianças como formadora de pessoas aptas ao trabalho, ao passo em que esta tinha uma percepção mais religiosa da iniciativa.
Celsina esteve à frente da Associação, "com intervalos pequenos", por sessenta anos. Registrando a história da instituição, da qual foi secretária, a escritora Palmira Guanais registrou, em 2010: "o Abrigo dispunha de uma área privilegiada, permitindo sua ampliação ao longo dos anos, o que foi feito com a construção do Lar da Criança e do pavilhão para a creche. A primeira presidente foi Celsina Teixeira Ladeia. Quando se ausentava, por motivo de saúde de sua família, escrevia às companheiras nestes termos: "Não deixe a Associação Morrer". Com essa frase de comando e incentivo, a Associação sobreviveu e chegou aos dias atuais."

### Teresa Neves de Oliveira
A direção dos trabalhos da "casa de caridade" teve em Teresa Neves de Oliveira uma modernização administrativa, entre os anos de 1981 a 1990, ali instalando uma lavanderia industrial. "Resgatou as finanças e executou reformas estruturais", envolvendo a sociedade na solução dos problemas da instituição. Palmira Guanais registrou sobre sua gestão: "a Associação atravessou um difícil período. Através de bingos, festas juninas e conclamação de toda a comunidade, Teresa conseguiu soerguer a Associação, transformando aquele local num ambiente aprazível para agasalhar crianças e idosos. Num período de cinco anos, ela ampliou as instalações, mudou telhado, foi presença constante naquele ambiente, tentando resolver todos os problemas até o momento em que a morte a levou. Deixou para nós, suas companheiras, um exemplo de trabalho, de abnegação e incentivo.
O Abrigo Tereza Neves de Oliveira recebeu seu nome e, em 2017, contava "com aproximadamente 80 moradores de 50 a 108 anos de idade".

### Centenário em 2019
A entidade comemorou seu centenário em 2019 com a realização da exposição "100 anos acolhendo e abrigando" que teve por curador Aloísio Gomes de Carvalho Filho. Na ocasião ele declarou que a instituição tem "uma história muito bonita, carregada de emoção. As pessoas, ao verem o que está exposto, vão se emocionar, porque é muito interessante". Iara Silveira, na ocasião vice-presidenta, ressaltou que "é muito importante uma instituição durar 100 anos e funcionar perfeitamente bem. A gente agradece a comunidade este funcionamento, sem fins lucrativos, sem governo, somente a ajuda de doações dos caetiteenses".
Ocorrendo entre os dias 19 e 30 de outubro daquele ano, a exposição objetivou dar visibilidade à trajetória da entidade, sendo exibidas as matérias publicadas em fontes impressas, fotografias, pesquisas acadêmicas, etc. e, finalmente, mostrar a "memória social (individual e coletiva) dos sujeitos que frequentaram a Associação, construindo cotidianamente múltiplos sentidos de sua existência neste centenário".

## Instalações
Helena Santos descreve que a instituição, em 1997, contém "o conjunto de dois prédios, jardins e horta (...) o prédio principal abrange: capela, sala de estar dos velhos, 2 dormitórios, secretaria, refeitório, cozinha, enfermaria com três camas, quartos" e "no fundo fica o pavilhão novo" com "4 apartamentos e 2 salas, no primeiro andar", ao passo em que no prédio anexo estão a creche, o "Lar da Criança", salas para biblioteca, televisão e estudo, escola e salão.
Em relato feito por estudantes de pedagogia que estagiaram no abrigo de idosos, em 2017, as mesmas observaram: "notamos que muitos idosos se queixavam da falta que a família fazia para eles, saudades dos filhos, dos familiares, de casa, muitos até pensavam em voltar aos seus lares, isso direcionou nosso pensamento a achar que eram pessoas tristes, fato que se revelou como um equívoco nosso, já que no decorrer do momento da intervenção mostraram-se pessoas alegres, risonhas, que fazem de toda e qualquer situação um motivo de riso e descontração. Isso se deve aos laços criados no Abrigo, todos são muito amigos e se ajudam sempre que necessário, e essa união parece minimizar a dor e a falta de sua família". Na ocasião um dos residentes, Sr. Otacílio, testemunhou-lhes: “Aqui, todos nós somos irmãos, somos um só. Não há quem ande mais rápido que o outro, todos andamos devagar, então devemos andar em união, para um sempre ajudar o outro, se um cair o outro, mesmo fraco, ajuda, porque é melhor dois fracos juntos do que um só".

### Imagens

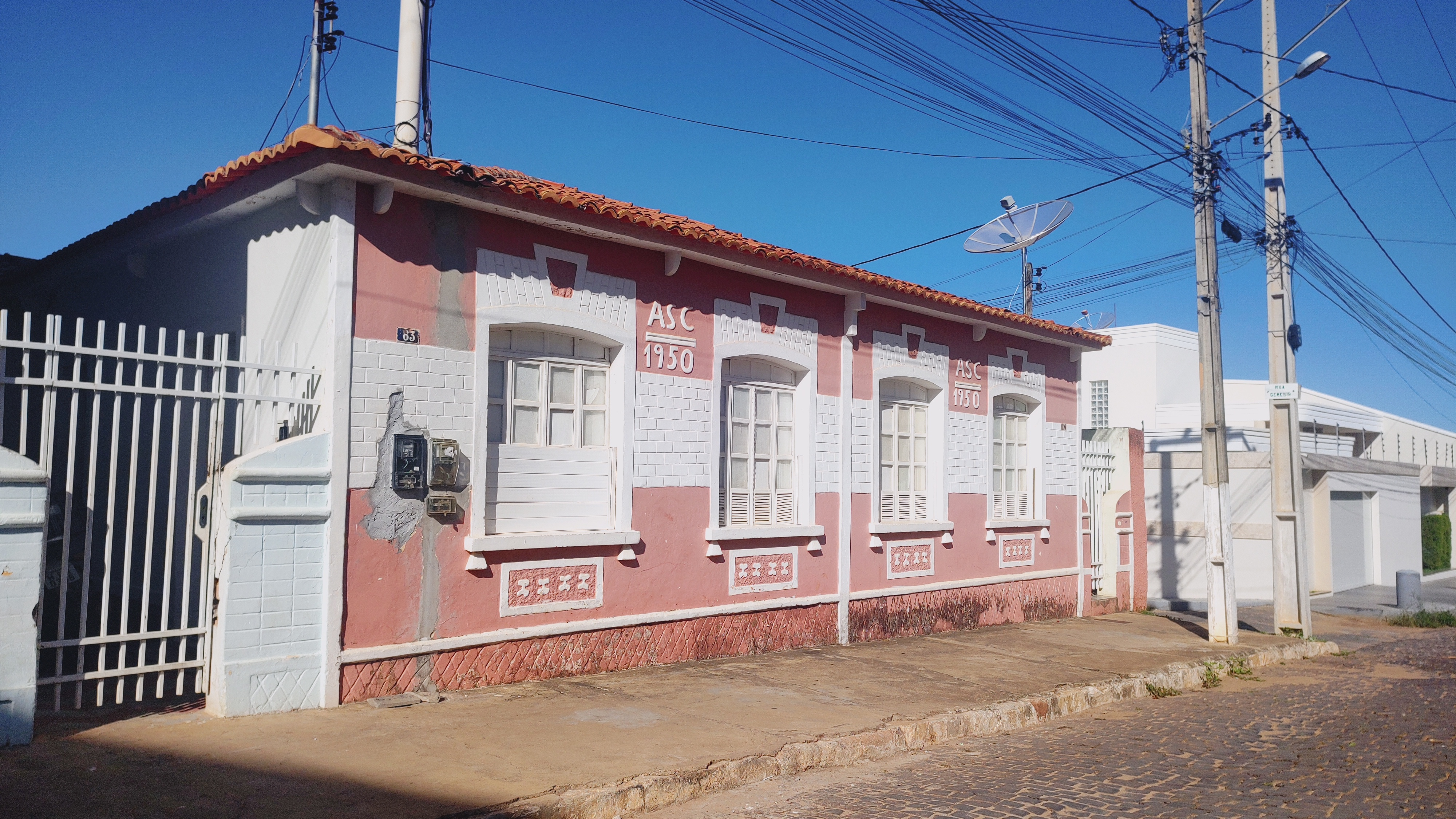
Uma das casas pertencentes à entidade, com a sigla ASCC na fachada
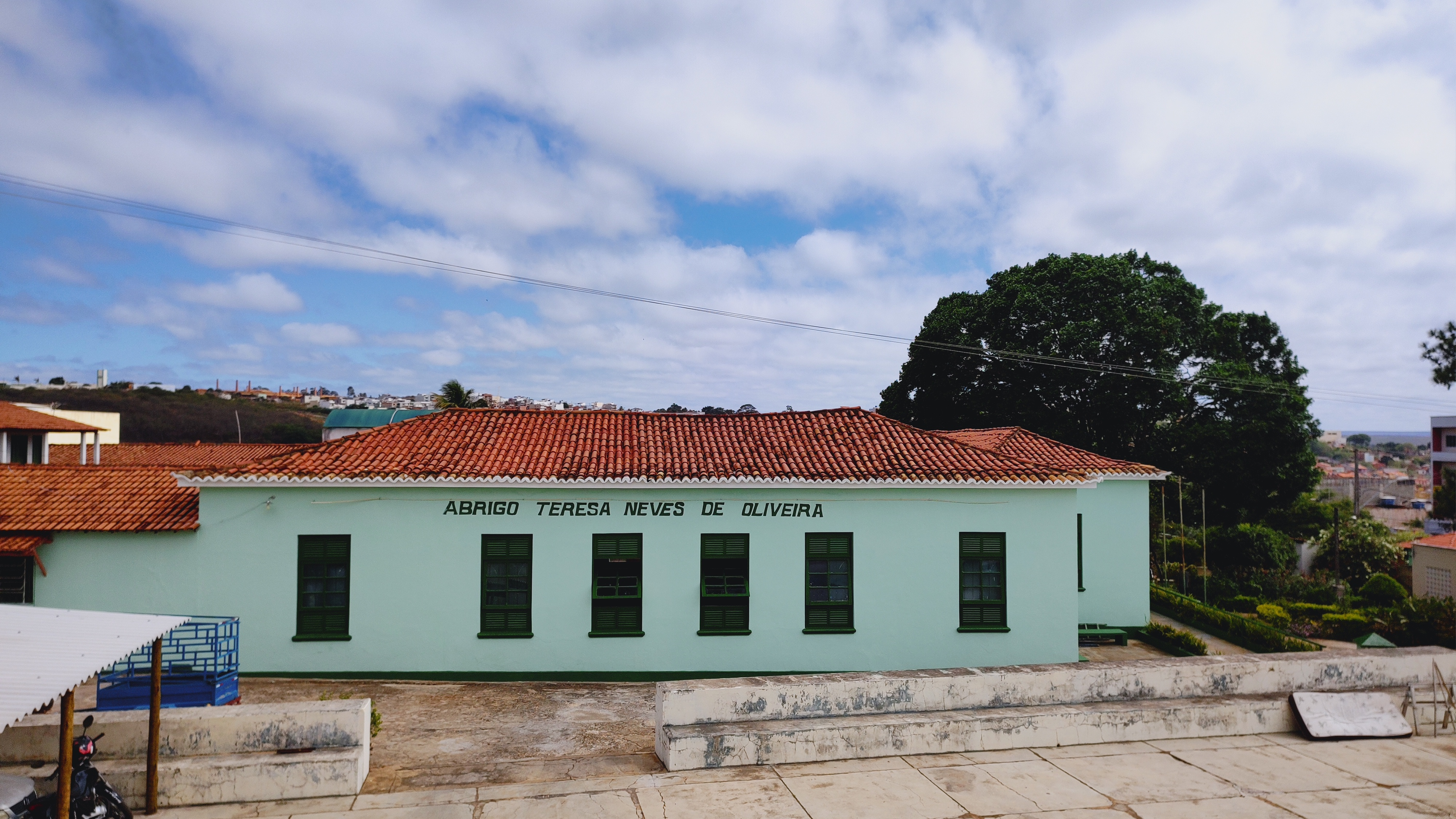
Vista da lateral interna do "Abrigo"
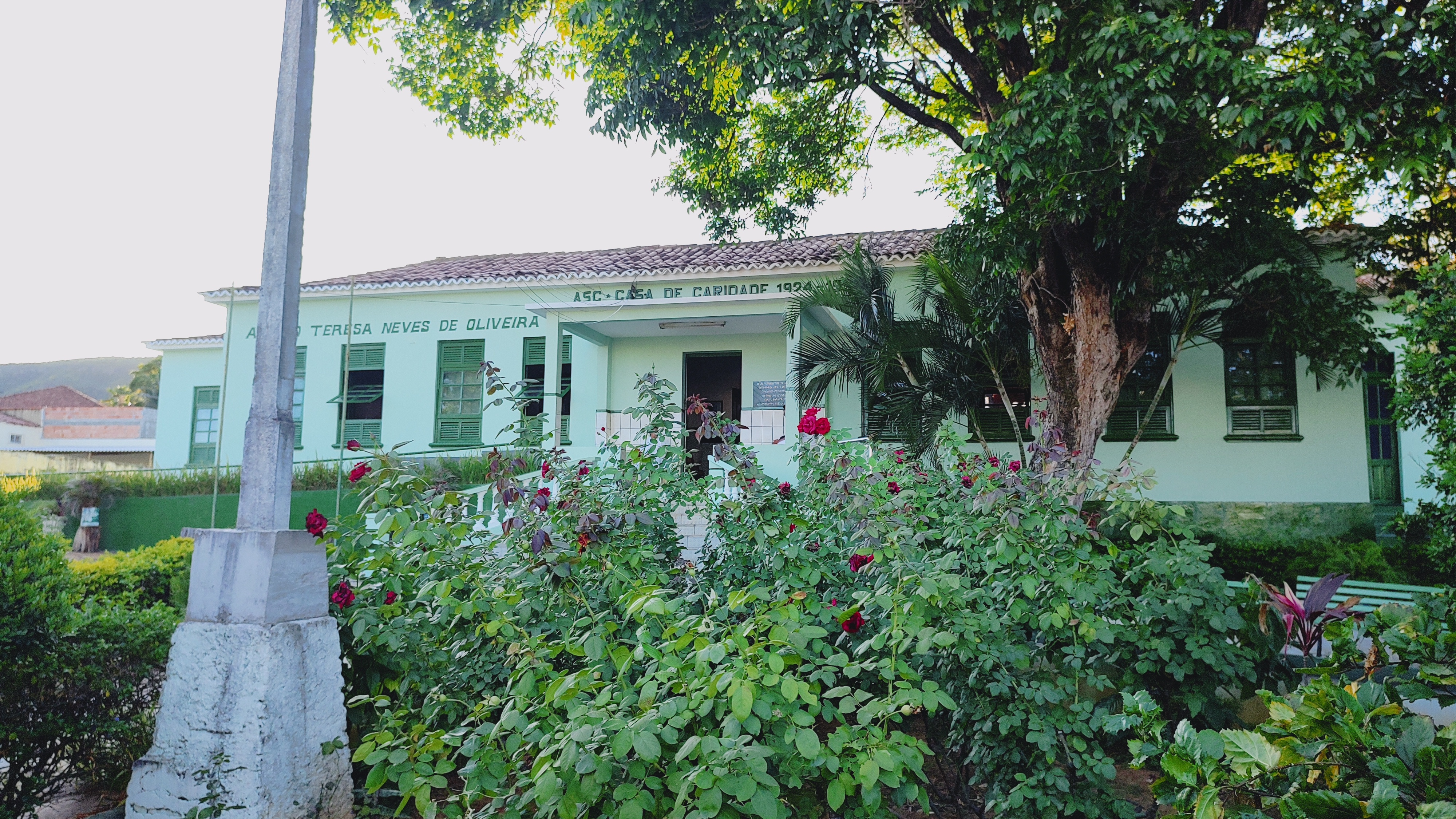
Fachada frontal do edifício principal
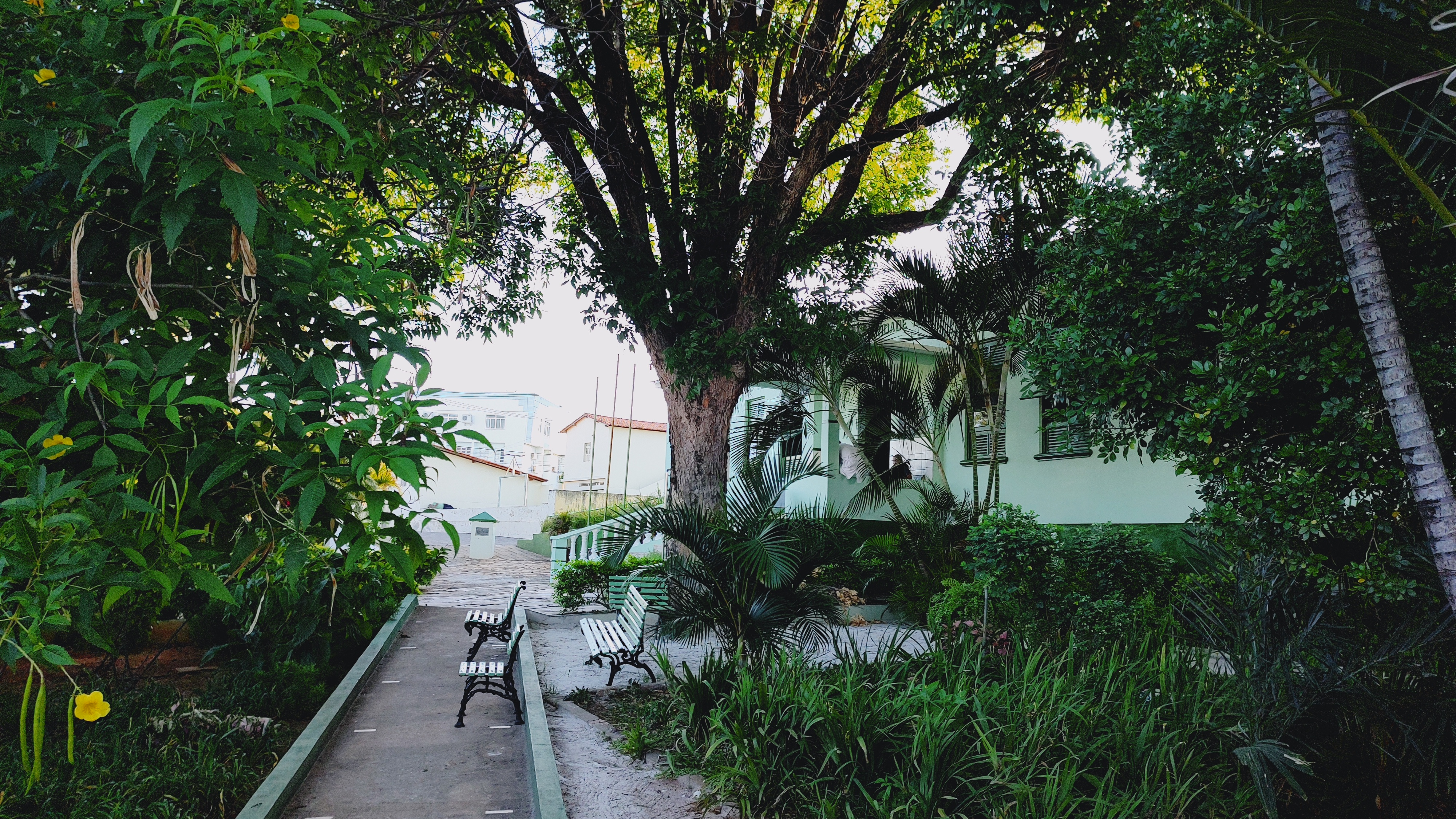
Jardim na entrada da instituição